# Núi Roraima
Núi Roraima (tiếng Tây Ban Nha: Monte Roraima [ˈmonte roˈɾaima], cũng được biết đến với tên Tepuy Roraima và Cerro Roraima; tiếng Bồ Đào Nha: Monte Roraima [ˈmõtʃi ʁoˈɾajmɐ]) là điểm cao nhất của chuỗi cao nguyên tepui Pakaraima thuộc Nam Mỹ.:156 Miêu tả lần đầu bởi nhà thám hiểm người Anh Sir Walter Raleigh vào năm 1596, vùng đỉnh rộng 31 km² diện tích đỉnh:156 của nó được bao từ mọi phía bởi những dốc đá cao 400 mét (1.300 ft). Núi này cũng là vùng tiếp giáp giữa ba nước: Venezuela (85%), Guyana (10%) và Brazil (5%).:156

## Hệ động thực vật

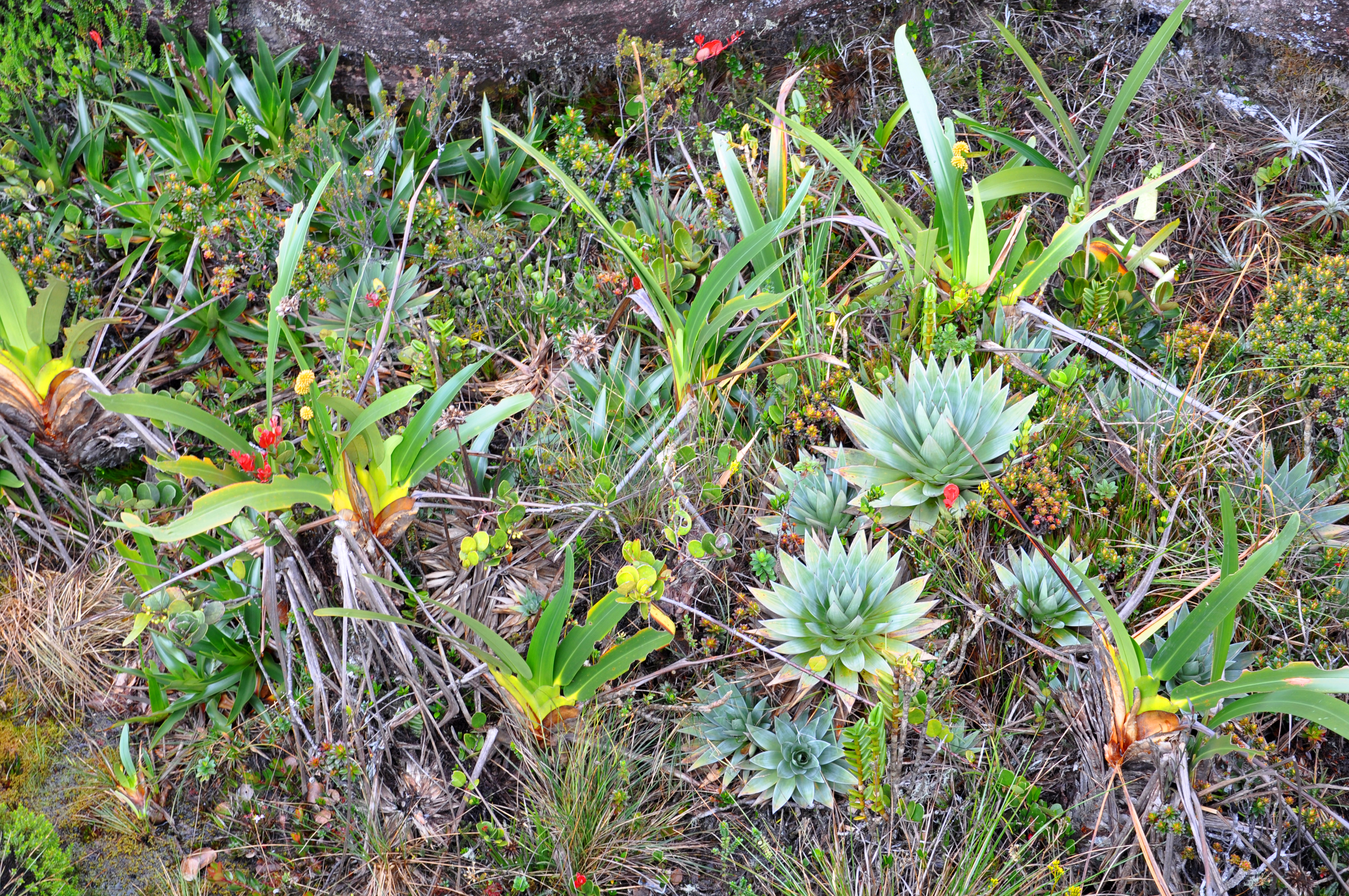
Thực vật tại núi Roraima

## Văn hóa
Đây được xem là một trong những ngọn núi lâu đời nhất trên thế giới, có niên đại khoảng 2 tỉ năm trước trong thời kì tiền Cambri. Ngọn núi Roraima và thác nước Angel còn là ý tưởng hình ảnh cho “thác Thiên Đường” trong bộ phim hoạt hình nổi tiếng Up đã đoạt 2 giải Oscar năm 2009 ở hạng mục Phim hoạt hình hay nhất và Nhạc phim hay nhất.

## Leo

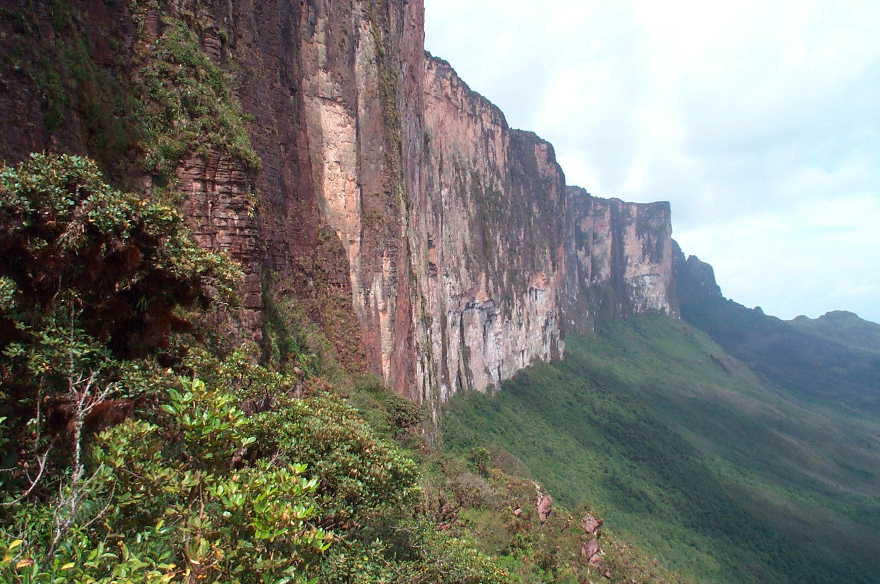
Tường đá dốc của núi Roraima.

## Chú thích

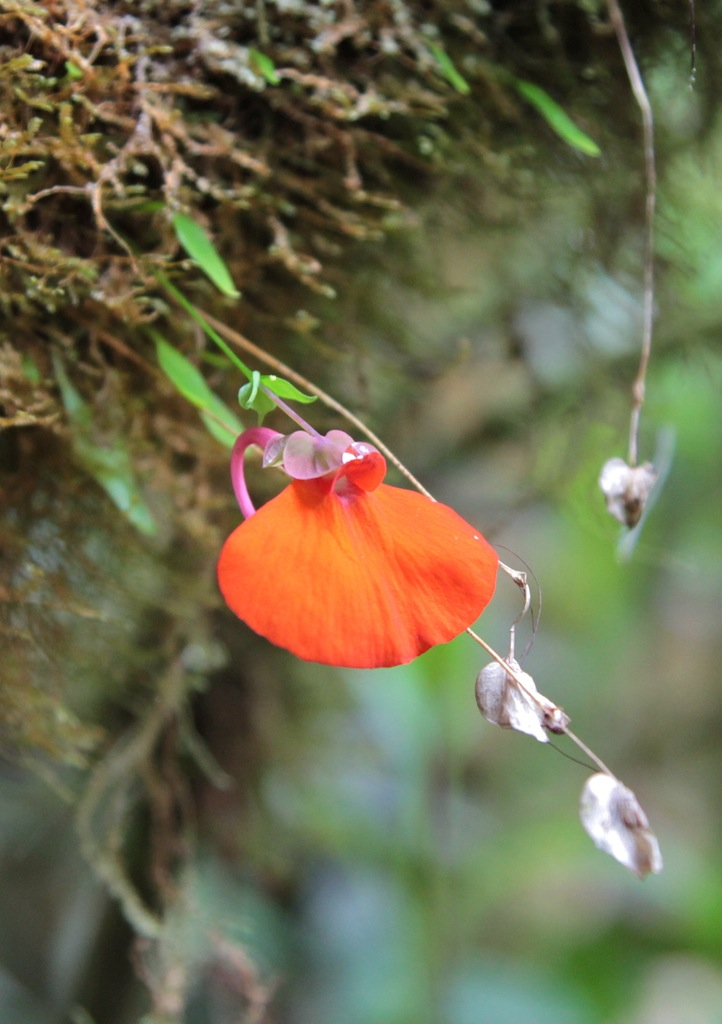
Utricularia campbelliana trên núi Roraima